# Gorgopis libania
Gorgopis libania is een vlinder uit de familie wortelboorders (Hepialidae). De wetenschappelijke naam van deze soort is voor het eerst geldig gepubliceerd in 1781 door Stoll.
De soort komt voor in tropisch Afrika.